# Station Oborniki Śląskie
Station Oborniki Śląskie is een spoorwegstation in de Poolse plaats Oborniki Śląskie.